# Aalborg Flyers
Aalborg Flyers er en dansk floorballklub baseret i Aalborg. Aalborg Flyers var den første floorballklub i Danmark og vandt sit første og eneste mesterskab i UMBRO-Ligaen i 1992. Efter nogle hårde år hvor klubben befandt sig i 3. Division og medlems tallene var nedadgående, klubben var tæt på at dreje nøglen om. I 2013 startede Aalborg Flyers et juniorhold op, med en tidligere spiller Ole Lentz i spidsen, I 2014 kom der dame floorball på programmet, som i deres første sæson (2015)i 1. division vandt rækken i vest. 2015 blev også året hvor de bærende kræfter i bestyrelsen, heriblandt formand Stefan Sinnevar, takkede af og nye kom til. På generalforsamling valgte medlemmerne Peter Wulff som ny formand. I dag (okt. 2016) er Aalborg Flyers en klub i udvikling, der er kommet nye tiltag i klubben, som skal sikre en øget tilgang i klubben, Aalborg Flyers tilbyder nu udover Herre, Dame og Ungdoms Floorball også motions Floorball for alle aldre og køn , Kidz Floorball for de mindste 5-9 årige drenge og piger.